# Pascagoula (pleme)
Pascagoula (Pacha-Ogoula, Pascagola, Pascaboula, Paskaguna).- /"Bread people."; od Biloxija su nazivani Mískigúla/ Pleme američkih Indijanaca porodice Muskhogean nastanjeno u kasnom 17. st. na istoimenoj rijeci na jugu Mississippija. Ovo pleme koje je 1650. imalo (Mooneyeva procjena) oko 1.000 duša prvi posjećuje Ibervilleov brat Bienville u ljeto 1699., a na jesen i drugi brat Sauvolle. U vrijeme Le Page du Pratza (rano 18. stoljeće), prema Swantonu, oni žive na obali, vjerojatno u blizini Mobilea. Prema Hodge oni i žive 1764. kod Mobilea, da bi se 1784. nastanili na istočnoj strani Mississippija, kojih 10 milja od sela Tunica Indijanaca. Još prije 1791. Pascagoule kreću uz Red River i dolaze na Rigolet du Bon Dieu. Godine 1795. nalazimo ih na Bayou Boeuf, nastanjene između plemena Choctaw i Biloxi. Ranog 19. stoljeća prodaju svu svoju zemlju. Dio pascagoula ostaje živjeti znatno vrijeme u Louisiani. 
Morse spominje da su podijeljeni u to vrijeme na dvije različite bande, dok je treća s Biloxima otišla u Texas blizu Neches Rivera u okrugu Angelina, i dio na Red River u sjeveroistočnom Texasu. Većina Pascagoula odlazi s Biloxima na Indian Territory (Indijanski Teritorij), današnja Oklahoma. Dio ih se priključio i Alabama Indijancima u okrugu Polk, gdje ih tek dvojicu 1914. pronalazi Swanton. Danas više nema živih Pascagoula, svoj identitet su izgubili s Biloxima, Choctawima i Alabamama. Prema raznim izvorima njihovo brojno stanje od početnih 1,000, spalo je 1700. na 200 (Iberville) u Mississippiju. Godine 1800. ima ih 200 u Louisiani. Pet godina poslije Sibley navodi 150 duša s 25 ratnika; 240 (1822; Morse); 111 (Swanton; 1829).
Suvremeni mlađi autori smatraju da su bili Siouan govornici zbog svoje povijesne povezanosti s plemenom Biloxi. Swanton ih nasuprot toga smatra Muskhogeanima.

## Vanjske poveznice
- Pascagoula Indian Tribe History
- Pascagoula Indians
- Pascagoula & Biloxi Indians  Arhivirana inačica izvorne stranice od 29. lipnja 2005. (Wayback Machine)